# Paullinia costaricensis
Paullinia costaricensis es una especie de planta trepadora perteneciente a la familia de las sapindáceas, nativa de América.

## Descripción
Son bejucos; con tallos cilíndricos, en general densamente pubescentes o a veces glabros; madera simple. Las hojas biternadas, el pecíolo desnudo, raquis alado; folíolos elíptico-lanceolados a rómbicos, 1.2–3 cm de largo y 1–4.8 cm de ancho, agudos o redondeados y apiculados en el ápice, margen lobado-dentado, membranáceos, mayormente glabros en la haz excepto por la escasa pubescencia en los nervios prominentes, escasa a densamente pubescentes en el envés, estípulas diminutas. Inflorescencias solitarias en las axilas de las hojas o agrupadas en el ápice del tallo, a veces con zarcillos, puberulentos, las flores de 2–2.5 cm de largo, blancas; con sépalos densamente pubescentes. El fruto no alado, subgloboso, de 1 cm de largo y de ancho, rostrado, puberulento, generalmente rojo obscuro, estípite de 4–5 mm de largo; semillas 1–3, 5–7 mm de largo, arilo blanco.

## Distribución y hábitat
Es una especie poco común, se encuentra en los bosques húmedos, en las zonas atlántica y norcentral; a una altitud de 0–1000 metros desde México a Panamá. Está estrechamente relacionada con Paullinia sonorensis S.Watson de México, pero en Nicaragua se parece más a Paullinia fuscescens y ambas son difíciles de separar vegetativamente.

## Taxonomía
Paullinia costaricensis fue descrita por Ludwig Adolph Timotheus Radlkofer y publicado en Abhandlungen der Mathematisch-Physikalischen Classe der Königlich Bayerischen Akademie der Wissenschaften 16(1): 157, en el año 1886.
Sinonimia
- Serjania pubescens f. glabrescens Seem.[2]

Etimología
Paullinia: nombre genérico que fue nombrado por Carlos Linneo en honor de Simon Pauli der Jüngere (1603-1680), un médico y botánico alemán quien descubrió la planta.
costaricensis: epíteto geográfico que alude a su localización en Costa Rica.